# Махов Білял Валерійович
Білял Валерійович Ма́хов (рос. Билял Валерьевич Махов, 20 вересня 1987, Нальчик) — російський борець, вільного та греко-римського стилів, чемпіон Європи, триразовий чемпіон світу, бронзовий олімпійський медаліст. Заслужений майстер спорту Росії з вільної боротьби.

## Життєпис
Боротьбою почав займатися з 2000 року. Дворазовий чемпіон світу серед юніорів (2005, 2006).
Виступав за спортивний клуб ЦСКА, Хасав'юрт. Тренери — Магомед Гусейнов, Сажид Сажидов.

## Спортивні результати на міжнародних змаганнях

### Виступи на Олімпіадах
| Змагання                    | Збірна | Вагова категорія           | Місце  |
| --------------------------- | ------ | -------------------------- | ------ |
| Літні Олімпійські ігри 2012 | Росія  | вільна боротьба, до 120 кг | Срібло |
| Літні Олімпійські ігри 2016 | Росія  | вільна боротьба, до 125 кг | 13     |

На літніх Олімпійських іграх 2012 року Махов спочатку отримав срібну нагороду. У січні 2019 року Давид Модзманашвілі з Грузії, який спочатку виграв срібну медаль, був дискваліфікований після позитивного результату тесту на заборонені речовини. 23 липня 2019 року було оголошено, що в результаті повторного тестування зразків золотий медаліст Артур Таймазов з Узбекистану також був дискваліфікований. У лютому 2020 року МОК визначив підсумкову таблицю та медалі та нагородив Гасемі та Махова відповідно золотою та срібною медалями, а Длагнєв та Шабанбай стали бронзовими призерами.

### Виступи на Чемпіонатах світу
| Змагання                        | Збірна | Вагова категорія                  | Місце  |
| ------------------------------- | ------ | --------------------------------- | ------ |
| Чемпіонат світу з боротьби 2007 | Росія  | вільна боротьба, до 120 кг        | Золото |
| Чемпіонат світу з боротьби 2009 | Росія  | вільна боротьба, до 120 кг        | Золото |
| Чемпіонат світу з боротьби 2010 | Росія  | вільна боротьба, до 120 кг        | Золото |
| Чемпіонат світу з боротьби 2011 | Росія  | вільна боротьба, до 120 кг        | Срібло |
| Чемпіонат світу з боротьби 2014 | Росія  | греко-римська боротьба, до 130 кг | Бронза |
| Чемпіонат світу з боротьби 2015 | Росія  | греко-римська боротьба, до 130 кг | Бронза |
| Чемпіонат світу з боротьби 2015 | Росія  | вільна боротьба, до 125 кг        | Бронза |

### Виступи на Чемпіонатах Європи
| Змагання                         | Збірна | Вагова категорія           | Місце  |
| -------------------------------- | ------ | -------------------------- | ------ |
| Чемпіонат Європи з боротьби 2010 | Росія  | вільна боротьба, до 120 кг | Золото |

### Виступи на Кубках світу
| Змагання                    | Збірна | Вагова категорія           | Місце  |
| --------------------------- | ------ | -------------------------- | ------ |
| Кубок світу з боротьби 2010 | Росія  | вільна боротьба, до 120 кг | Срібло |

### Виступи на інших змаганнях
| Змагання                                               | Збірна | Вагова категорія                  | Місце  |
| ------------------------------------------------------ | ------ | --------------------------------- | ------ |
| Турнір Дана Колова — Николи Петрова 2007               | Росія  | вільна боротьба, до 120 кг        | Золото |
| Турнір Шаміля Умаханова 2008                           | Росія  | вільна боротьба, до 120 кг        | Золото |
| Меморіал Вацлава Циолковського 2011                    | Росія  | вільна боротьба, до 120 кг        | 5      |
| Турнір Алі Алієва 2015                                 | Росія  | вільна боротьба, до 125 кг        | Золото |
| Кубок Президента Бурятської Республіки з боротьби 2016 | Росія  | вільна боротьба, до 125 кг        | Золото |
| Чемпіонат Росії з боротьби 2016                        | Росія  | греко-римська боротьба, до 130 кг | Бронза |
| Меморіал Вацлава Циолковського 2016                    | Росія  | вільна боротьба, до 125 кг        | Золото |
| Кубок Ахмата Кадирова 2017                             | Росія  | вільна боротьба, до Teamevent кг  | Срібло |
| Турнір Аланії з боротьби 2017                          | Росія  | вільна боротьба, до 125 кг        | Золото |

### Виступи на змаганнях молодших вікових груп
| Змагання                                      | Збірна | Вагова категорія                  | Місце  |
| --------------------------------------------- | ------ | --------------------------------- | ------ |
| Чемпіонат світу з боротьби серед юніорів 2005 | Росія  | греко-римська боротьба, до 120 кг | Бронза |
| Чемпіонат світу з боротьби серед юніорів 2005 | Росія  | вільна боротьба, до 120 кг        | Золото |
| Чемпіонат світу з боротьби серед юніорів 2006 | Росія  | вільна боротьба, до 120 кг        | Золото |